# Open de Suède Vårgårda TTT 2016
9. edycja kobiecego, drużynowego wyścigu kolarskiego Open de Suède Vårgårda TTT odbyła się 19 sierpnia 2016 roku w Gminie Vårgårda w Szwecji. Jazdę drużynową na czas wygrał holenderski zespół Boels-Dolmans.
Zawody te zaliczane były do rankingu UCI Women’s World Tour, będącym serią najbardziej prestiżowych zawodów kobiecego kolarstwa. Zorganizowane zostały 2 dni przed wyścigiem indywidualnym kobiet o tej samej nazwie – Open de Suède Vårgårda 2016.

## Wyniki
| M-ce                    | Zespół               | Czas     | Śr. prędkość (km/h) |
| ----------------------- | -------------------- | -------- | ------------------- |
| 1                       | Boels-Dolmans        | 51' 43"  | 49,307              |
| 2                       | Cervélo–Bigla        | + 36"    | 48,742              |
| 3                       | Rabo Liv             | + 1' 16" | 48,128              |
| 4                       | Canyon–SRAM          | + 1' 41" | 47,753              |
| 5                       | Wiggle High5         | + 1' 45" | 47,693              |
| 6                       | BTC City Ljubljana   | + 2' 35" | 46,961              |
| 7                       | Bepink               | + 2' 40" | 46,889              |
| 8                       | Cylance Pro Cycling  | + 2' 57" | 46,646              |
| 9                       | Liv-Plantur          | + 3' 07" | 46,505              |
| 10                      | Parkhotel Valkenburg | + 3' 22" | 46,293              |
| Źródło: ProCyclingStats |                      |          |                     |